# Nino Beukert
Nino Beukert (* 19. April 1988 in Enschede) ist ein niederländischer Fußballspieler, der 2009 für den SV Meppen spielte. Er ist ein Stürmer. Von 2007 bis 2009 spielte er bei Heracles Almelo in der Eredivisie.